# Товарно-денежный баланс
Това́рно-де́нежный бала́нс (ТДБ) — количественное соответствие между объёмом денежной массы, находящейся в обращении, и совокупной ценой всех производимых и реализуемых товаров.
При переходе к товарному производству товарно-денежное обращение выходит на уровень баланса товарной и денежной массы, при этом деньги утрачивают функцию меры стоимости и возникает задача обеспечения постоянства денежного эквивалента. Баланс товарной и денежной массы обеспечивается постоянным регулированием с целью стабилизации денежного обращения, обычно этим занимаются монетарные власти, например, осуществляя дополнительную эмиссию денег или проводя стерилизацию денежной массы. Соотношение между денежной и товарной массами может меняться. Если, например, количество денег растёт быстрее, чем количество товаров, баланс между денежной и товарной массами нарушается, что приводит к ускорению инфляции и нарушению эквивалентности обмена товарами. Нарушение баланса между денежной и товарной массой, между оборотом промышленного и торгового капитала приводит к перепроизводству товаров и снижению покупательной способность потребителей.
Учреждения, осуществляющие эмиссию, могут выпускать в обращение сколько угодно бумажных денег, но их реальная покупательная способность определяется законом денежного обращения, при нарушении которого происходит обесценивание бумажных денег по отношению к совокупности товаров в обращении.